# Swansea (Illinois)
Swansea ist eine Stadt im St. Clair County im Westen des US-amerikanischen Bundesstaates Illinois. Das U.S. Census Bureau hat bei der Volkszählung 2020 eine Einwohnerzahl von 14.386 ermittelt. 
Die Stadt ist Bestandteil der Metro-East genannten Region, die den in Illinois liegenden Ostteil der Metropolregion um St. Louis in Missouri umfasst.

## Geografie
Swansea liegt auf 38°32'30" nördlicher Breite und 89°59'14" westlicher Länge. Die Stadt erstreckt sich über 13,2 km², die sich auf 13,1 km² Land- und 0,1 km² Wasserfläche verteilen.
Swansea liegt mit 1,7 km Entfernung zum Stadtzentrum von Belleville in unmittelbarer Nachbarschaft zur größten Stadt des St. Clair County.
Swansea liegt 22,5 km östlich des Mississippi River, der die Grenze zu Missouri bildet. 
In Swansea kreuzen sich die Illinois State Route 159 und die Illinois State Route 161. 
Swansea liegt 27,3 km südöstlich von St. Louis.

## Geschichte
Am Ende des 19. Jahrhunderts war das Gebiet des heutigen Swansea von Farmland und Industrie geprägt. Die Bewohner waren stets auf Unabhängigkeit bedacht, sodass sie sich Bestrebungen entgegensetzten, die Stadt Belleville nach Nordwesten auszuweiten. So wurde im Dezember 1886 die eigenständige Gemeinde als New Swansea gegründet und staatlich anerkannt.

## Demografische Daten
Bei der Volkszählung im Jahre 2000 wurde eine Einwohnerzahl von 10.579 ermittelt. Diese verteilten sich auf 3.937 Haushalte in 2.799 Familien. Die Bevölkerungsdichte lag bei 961,0/km². Es gab 4.102 Wohngebäude, was einer Bebauungsdichte von 316,0/km² entsprach.
Die Bevölkerung bestand im Jahre 2000 aus 88,0 % Weißen, 8,6 % Afroamerikanern, 0,2 % Indianern, 1,6 % Asiaten und 0,4 % anderen. 1,1 % gaben an, von mindestens zwei dieser Gruppen abzustammen. 1,5 % der Bevölkerung bestand aus Hispanics, die verschiedenen der genannten Gruppen angehörten. 
26,6 % waren unter 18 Jahren, 7,4 % zwischen 18 und 24, 29,6 % von 25 bis 44, 21,5 % von 45 bis 64 und 14,9 % 65 und älter. Das durchschnittliche Alter lag bei 38 Jahren. Auf 100 Frauen kamen statistisch 90,4 Männer, bei den über 18-Jährigen 87,1.
Das durchschnittliche Einkommen pro Haushalt betrug $49.851, das durchschnittliche Familieneinkommen $58.032. Das Einkommen der Männer lag durchschnittlich bei $40.747, das der Frauen bei $29.911. Das Pro-Kopf-Einkommen belief sich auf $25.634. Rund 4,9 % der Familien und 6,7 % der Gesamtbevölkerung lagen mit ihrem Einkommen unter der Armutsgrenze.